# Eotrama moerickei
Eotrama moerickei är en insektsart. Eotrama moerickei ingår i släktet Eotrama och familjen långrörsbladlöss. Inga underarter finns listade i Catalogue of Life.